# Batu Bulek
Batu Bulek is een bestuurslaag in het regentschap Tanah Datar van de provincie West-Sumatra, Indonesië. Batu Bulek telt 7737 inwoners (volkstelling 2010).